# José Santiago de Irarrázaval y Portales
José Santiago de Irarrázaval y Portales, IV Marqués de la Pica (Pullally de Papudo, V Región de Valparaíso, Chile, 20 de junio de 1734 - Santiago de Chile, 24 de marzo de 1824), fue un militar y político chileno, llegando a ser alcalde de Santiago y ocupar cargos en milicias.
Fue hijo de Miguel de Irarrázaval y Bravo de Saravia, III Marqués de la Pica, y de Francisca Portales y Meneses. Fue primo hermano de Diego Portales Irarrázaval.

## Matrimonios e hijos
Casó primero en Valparaíso el 24 de febrero de 1764 con María de las Mercedes del Solar y Lecaros, con quien tuvo 12 hijos, entre ellos a Carmen Irarrázaval y Portales, casada con Joaquín de Toro-Zambrano y Valdés, hijo del I Conde de la Conquista.
Contrajo segundas nupcias con Ana Josefa Fernández de Palazuelos y Martínez de Aldunate (tía de Diego Portales), con quien tuvo tres hijos.

## Vida pública
Fue capitán de la Octava Compañía del Batallón de Santiago el 10 de noviembre de 1759. Alcalde de Santiago en 1774. Teniente coronel del Regimiento de Milicias de Caballería de la Princesa. Teniente coronel del regimiento de milicias de la Caballería de San Martín de la Concha. Al abolirse la institución feudal de las encomiendas en 1791, compró Valle Hermoso en La Ligua. Instaló un astillero en Papudo, un molino para pulverizar oro (o trapiche) en Illapel y una fundición de cobre. Testó ante Notario Torres en el año 1824.
| Predecesor: Miguel de Irarrázaval y Bravo de Saravia | Marqués de la Pica | Sucesor: Fernando Irarrázaval Mackenna |